# Jorge Emilio Salazar
Jorge Emilio Salazar (Cali, 12 de noviembre de 1952-Bogotá, 20 de noviembre de 1992) fue un actor de teatro, cine y televisión colombiano.

## Biografía
Jorge Emilio Salazar nació en Cali, se radicó en Machetá, posteriormente se radicó en Medellín y por último en Bogotá, para estudiar como seminarista. En su trayectoria como actor se destacó por interpretar personajes fuertes. Trabajó bajo la dirección de directores como Jorge Alí Triana y Carlos Duplat. Se inició como actor de teatro a los 16 años. Estudió en la Escuela de Arte Dramático, perteneció al Teatro Popular de Bogotá y participó en varios montajes del Teatro Nacional, entre ellos La dama de las camelias, Rosalba, El hombre de negro y Amalia. Falleció en Bogotá en 1992 a causa de una hemorragia interna en las vías digestivas.

## Filmografía
- Cuando quiero llorar no lloro (Los Victorinos) (1991)
- El Alcalde (1989)
- Los dueños del poder (1989)
- Jeremías mujeres mías (1988)
- Vanessa (1987)
- Décimo Grado (Director 1986-1987)
- Tiempo de morir (1985)
- Caín (1985)
- El Faraón (1984)
- Pero sigo siendo El Rey (1984)
- Cascabel (1983)
- El Secreto (1982-1983)
- El hombre del negro (1982)
- El Virrey (1981)
- Rosalba  (1981)
- Revivamos nuestra historia: Bolívar: El hombre de las dificultades (1980-1981) — José María Córdova
- Revivamos nuestra historia: Córdova (1979) — José María Córdova
- La Muerte de un agente viajero (Teatro, 1980)